# 会要
会要（かいよう）は、一つの王朝の国家制度・歴史地理・風俗民情を収録した歴史書の一種。二十四史の志や表の不足を補うものである。
最初に編纂された会要は、後周・北宋の王溥が編纂した『唐会要』である。宋では有史館・編修院・国史院・実録院・日暦所・起居院・玉牒所・聖政所・時政記房などの記録機構があり、さらに「会要所」が設立され、2千余巻の宋の会要が編纂された。しかし李心伝の『国朝会要総類』以外はすべて散逸してしまったため、後に徐松が『永楽大典』の中から必要部分を取り出して、『宋会要輯稿』を編纂した。元・明では会要は編纂されず、会典の編纂に重点が置かれた。その後、清の初めから乾隆時代にかけて再び多くの会要が編纂された。

## 会要一覧
- 『春秋会要』36巻（姚彦渠原著4巻、王貴民增訂）
- 『戦国会要』160巻（楊寛・呉浩坤主編）
- 『秦会要』27巻（孫楷原著26巻。徐復訂補，書名《秦会要訂補》。楊善群続補訂）
- 『西漢会要』70巻（徐天麟）
- 『東漢会要』40巻（徐天麟）
- 『三国会要』22巻（楊晨）
- 『三国会要』40巻（銭儀吉）
- 『晋会要』80巻（朱銘盤）
- 『宋会要』4巻（朱銘盤）
- 『斉会要』6巻（朱銘盤）
- 『梁会要』5巻（朱銘盤）
- 『陳会要』4巻（朱銘盤）
- 『唐会要』100巻（王溥）
- 『五代会要』30巻（王溥）
- 『宋会要輯稿』366巻（徐松）
- 『遼会要』 20巻（陳述・朱子方主編）
- 『明会要』80巻（龍文彬）